# Distrito Escolar Independiente de Conroe

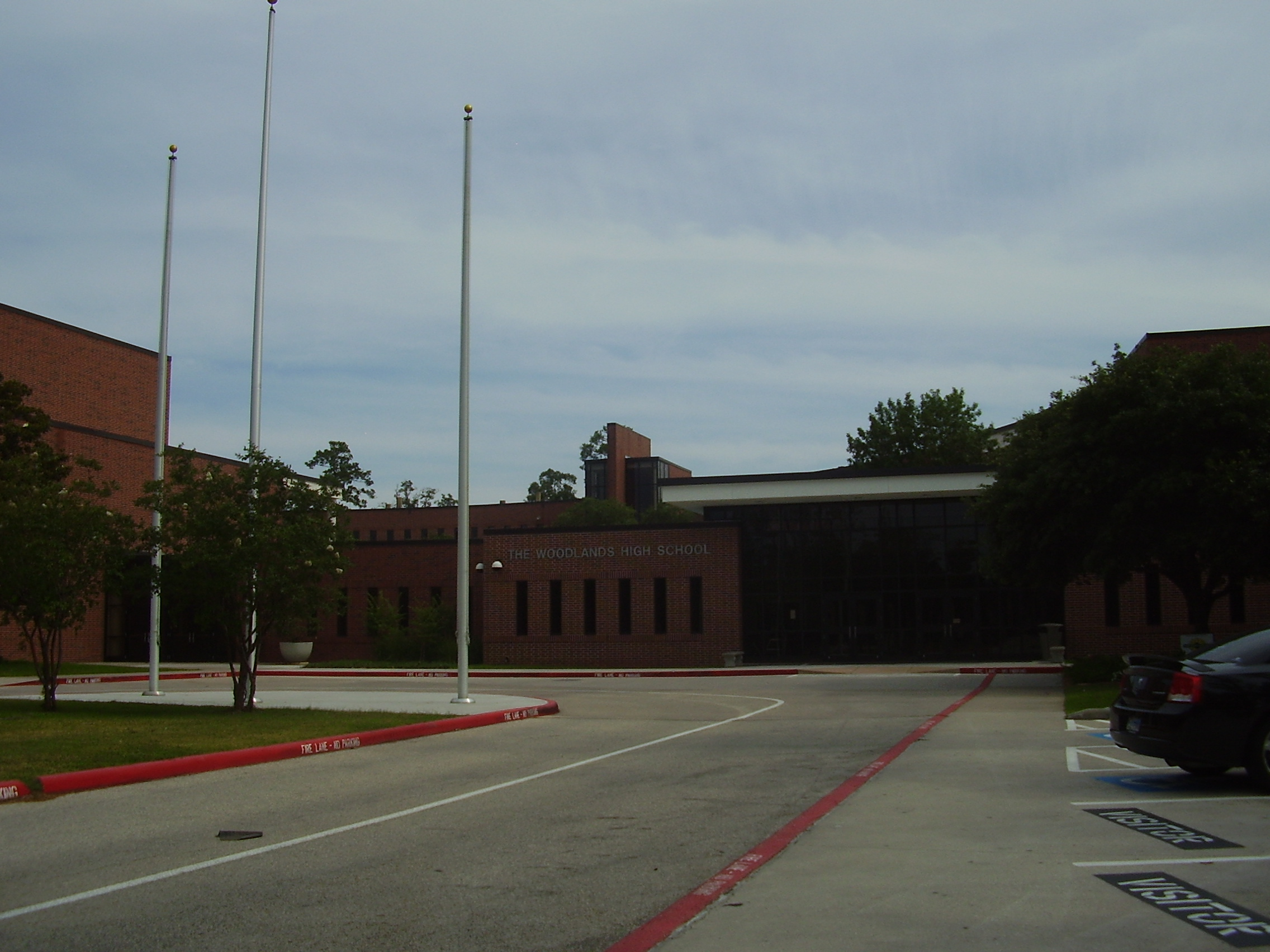
Escuela Preparatoria The Woodlands

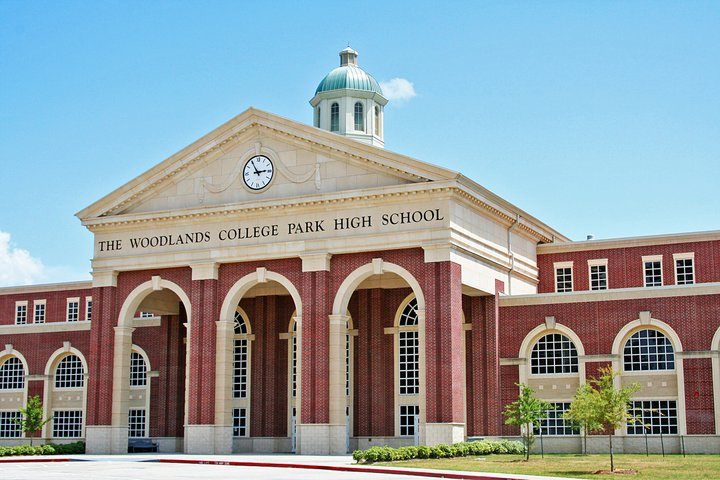
Escuela Preparatoria The Woodlands College Park

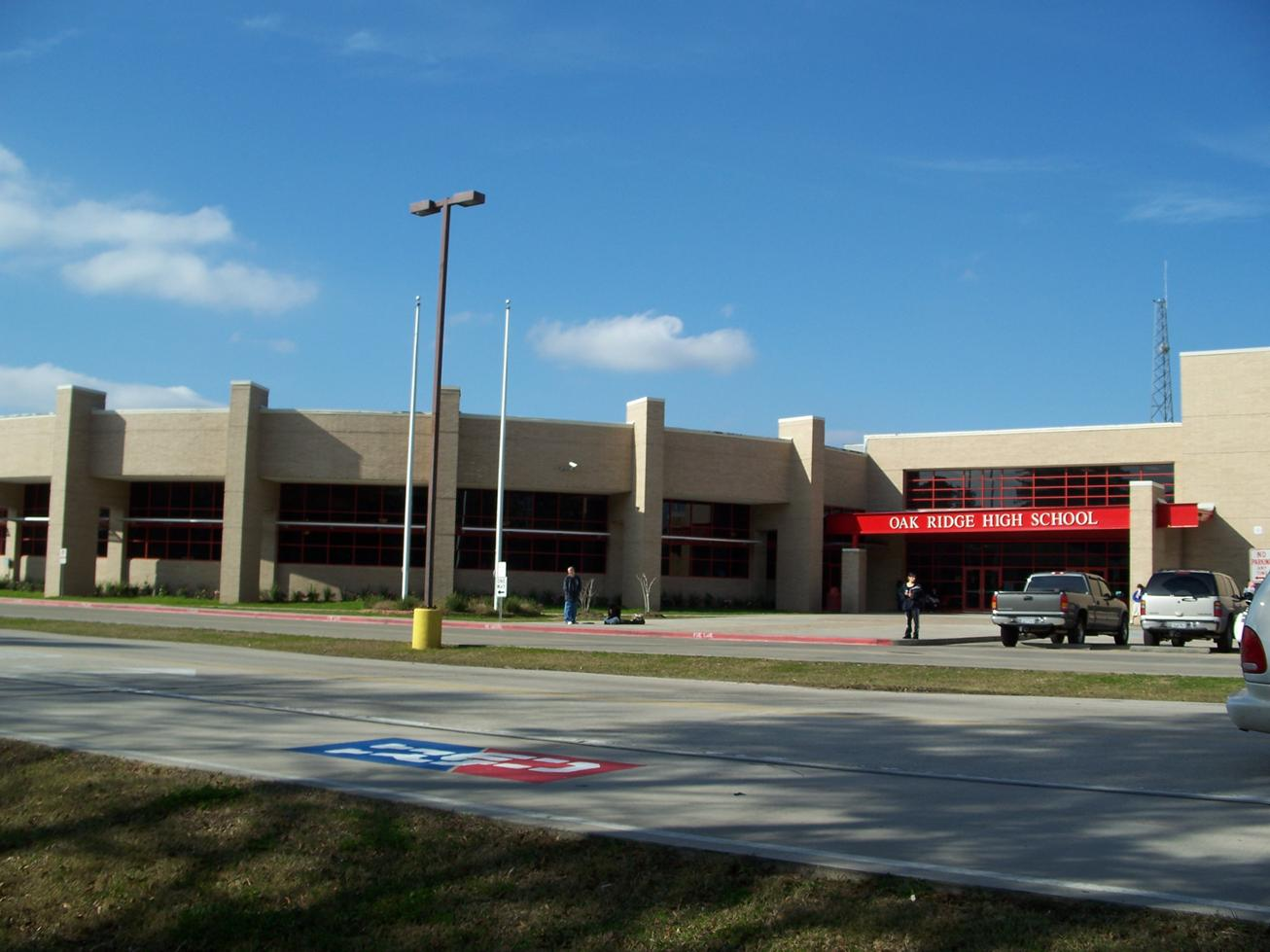
Escuela Preparatoria Oak Ridge

El Distrito Escolar Independiente de Conroe (Conroe Independent School District, CISD) es un distrito escolar de Texas. Tiene su sede en el Edificio Administrativo/de Tecnología Dr. Deane L. Sadler en Conroe. El edificio administrativo de Conroe ISD está ubicado en 3205 W Davis St, Conroe, Texas. El distrito gestiona escuelas en Conroe, The Woodlands, y otras áreas en el Condado de Montgomery. Tiene cinco escuelas preparatorias.

## Escuelas
Escuelas preparatorias:
- Escuela Preparatoria Conroe (EN) (Conroe)
  - Academia para las Carreras en el Área de Ciencias & Salud
- Escuela Preparatoria Grand Oaks (Área no incorporada)
- Escuela Preparatoria Oak Ridge (EN) (Área no incorporada)
  - Academia para las Carreras en Ingeniería y Ciencia
- Escuela Preparatoria The Woodlands (EN) (The Woodlands, Área no incorporada)
- Escuela Preparatoria The Woodlands College Park (EN) (The Woodlands, Área no incorporada)
  - Academia de Ciencias & Tecnología
- Escuela Preparatoria Académica Alternativa Hauke (Conroe)

Escuelas secundarias:
- Escuela Secundaria Irons (Área no incorporada)
- Escuela Secundaria Knox (The Woodlands, Área no incorporada)
- Escuela Secundaria McCullough (The Woodlands, Área no incorporada)
- Escuela Secundaria Moorhead (Área no incorporada)
- Escuela Secundaria Peet (Conroe)
- Escuela Secundaria Washington (Conroe)
- Escuela Secundaria York (Área no incorporada)

El distrito también gestiona escuelas primarias y intermedias.